# Manuel Casamada y Comella
Manuel Casamada y Comella (Barcelona, 1772-Barcelona, 1841) fue un mercedario, académico y escritor español.

## Biografía
Nacido el 9 de septiembre de 1772 en Barcelona, ingresó en la Orden mercedaria a la edad de quince años. Fue examinador sinodal en Gerona, regente de estudios en el Colegio de San Pedro Nolasco de Barcelona, miembro de número de la Real Academia de Buenas Letras, canónigo de la iglesia colegiata de Santa Ana y en 1835 director de un colegio de Barcelona. Entendido en gramática y buen orador, falleció el 7 de noviembre de 1841 en Barcelona. Fue afín a un liberalismo moderado.